# Фарини (Польща)
Фарини (пол. Faryny, нім. Farienen) — село в Польщі, у гміні Розоги Щиценського повіту Вармінсько-Мазурського воєводства.
Населення — 353 особи (2011).
У 1975-1998 роках село належало до Остроленцького воєводства.

## Демографія
Демографічна структура станом на 31 березня 2011 року:
|          | Загалом | Допрацездатний вік | Працездатний вік | Постпрацездатний вік |
| -------- | ------- | ------------------ | ---------------- | -------------------- |
| Чоловіки | 193     | 37                 | 138              | 18                   |
| Жінки    | 160     | 30                 | 95               | 35                   |
| Разом    | 353     | 67                 | 233              | 53                   |